# Pradines (Corrèze)
Pradines – miejscowość i gmina we Francji, w regionie Nowa Akwitania, w departamencie Corrèze.
Według danych na rok 1990 gminę zamieszkiwało 120 osób, a gęstość zaludnienia wynosiła 6 osób/km² (wśród 747 gmin Limousin Pradines plasuje się na 494. miejscu pod względem liczby ludności, natomiast pod względem powierzchni na miejscu 339.).